# Jurica Pavelić
Jurica Pavelić (1947.), hrvatski je gospodarstvenik, političar, narodni zastupnik (Drugi saziv Hrvatskog sabora) i bivši potpredsjednik Treće Vlade RH. Rodom je iz Smiljana.
Potpredsjednikom hrvatske vlade bio je od 15. studenoga 1991. godine.